# Hermannia filifolia
Hermannia filifolia är en malvaväxtart som beskrevs av Carl von Linné d.y.. Hermannia filifolia ingår i släktet Hermannia och familjen malvaväxter.

## Underarter
Arten delas in i följande underarter:
- H. f. grandicalyx
- H. f. obusta